# Caterina Murino
Caterina Murino (Cagliari, 15 de setembro de 1977) é uma atriz italiana.

## Carreira
Seu trabalho mais conhecido é a bond girl Solange Dimitrios, em 007 - Cassino Royale (2006).

## Filmografia selecionada
- Nowhere (2001)
- Il regalo di Anita (2002)
- L'enquete corse (2004)
- L'amour aux trousses (2004)
- Elonora d'Arborea (2005)
- Les bronzes 3 (2005)
- Vientos de agua (2006)
- Casino Royale (2006)
- St. Trinian's (2007)